# Cleora nigraria
Cleora nigraria är en fjärilsart som beskrevs av Hans Rebel 1910. Cleora nigraria ingår i släktet Cleora och familjen mätare. Inga underarter finns listade i Catalogue of Life.